# Rochedo de Minas (ort)
Rochedo de Minas är en ort i Brasilien.   Den ligger i kommunen Rochedo de Minas och delstaten Minas Gerais, i den sydöstra delen av landet, 800 km sydost om huvudstaden Brasília. Rochedo de Minas ligger 333 meter över havet och antalet invånare är 2 116.
Terrängen runt Rochedo de Minas är kuperad åt sydost, men åt nordväst är den platt. Rochedo de Minas ligger nere i en dal. Närmaste större samhälle är São João Nepomuceno, 10,0 km norr om Rochedo de Minas.
Omgivningarna runt Rochedo de Minas är huvudsakligen savann. Runt Rochedo de Minas är det glesbefolkat, med 14 invånare per kvadratkilometer.